# Interstate 45
Az Interstate 45 (I-45, 45-ös országos autópálya) az Amerikai Egyesült Államok déli részén, kizárólag Texas államban halad. Annak ellenére, hogy a legtöbb 5-ös számra végződő Interstate autópálya az országot észak-dél irányban szeli át, az I-45 kifejezetten rövid. A Mexikói-öböltől, Galveston-ból indul és Dallas-ban ér véget.

## Nyomvonala

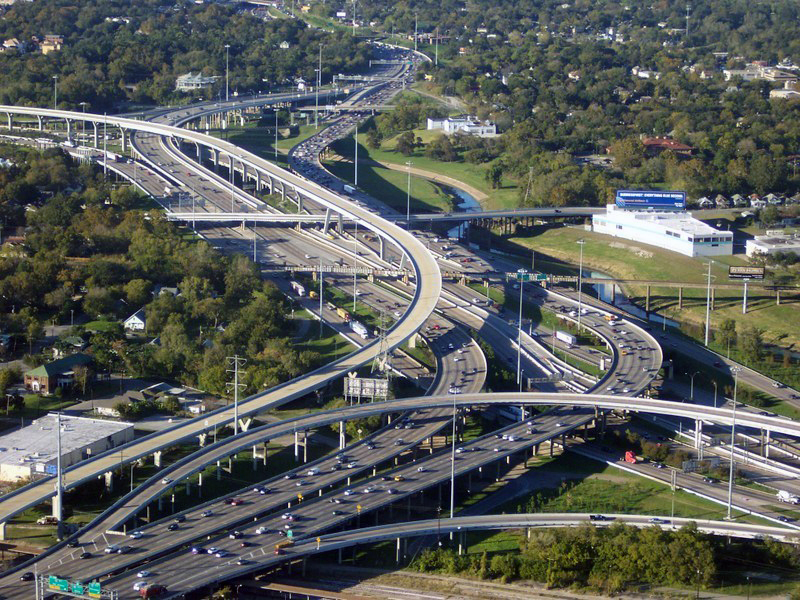
Az I-45 és az I-10 kereszteződése, Houston-nál

### Nagyobb városok
- Houston, Texas
- Dallas, Texas

### Fontosabb kereszteződések
- Interstate 69 - Houston
- Interstate 10 - Houston
- Interstate 610 - Houston
- Interstate 20 - Hutchins
- Interstate 30 és  Interstate 345 - Dallas, Texas

## Fordítás
- Ez a szócikk részben vagy egészben  az   Interstate 45 című angol Wikipédia-szócikk fordításán alapul.  Az eredeti cikk szerkesztőit annak laptörténete sorolja fel. Ez a jelzés csupán a megfogalmazás eredetét és a szerzői jogokat jelzi, nem szolgál a cikkben szereplő információk forrásmegjelöléseként.